# 이도동 (제주시)
이도동(二徒洞)은 제주특별자치도 제주시의 행정동이다.

## 법정동
- 이도일동(二徒一洞)
- 이도이동(二徒二同)
- 도남동(道南洞)

## 주요 시설
- 제주도서관
- 제주별이내리는숲 어린이도서관
- 제주지방법원
- 제주지방검찰청
- 제주동부경찰서
- 제주시청
- 제주소방서
- 정부제주지방합동청사
- 제주보호관찰소
- 제주상록회관
- 케이티 제주지점
- 제주통계사무소
- 국립수의과학검역원 제주지원
- 국립식물검역소 제주지소
- 국립수산물품질검사원 제주지원
- 영산강유역환경청 제주주재사무실
- 제주특별자치도 지방노동위원회
- 국민연금공단 제주지사
- 한국은행 제주본부
- 한국산업인력공단 제주지사
- 제주발전연구원
- 제주상공회의소
- 소상공인시장진흥공단 제주센터
- 중화인민공화국 주제주총영사관

## 방송
- KBS제주방송총국

## 교육
- 삼성초등학교 (이도일동)
- 광양초등학교 (이도일동)
- 남광초등학교 (이도이동)
- 이도초등학교 (이도이동)
- 도남초등학교 (도남동)
- 제주제일중학교 (이도이동)
- 제주동여자중학교 (이도이동)
- 제주중앙여자고등학교 (이도이동)
- 제주교육박물관
- 제주학생문화원
- 제주시교육지원청

## 아파트
| 단지명             | 건설사                      | 시행사                      | 주소                     | 입주        | 비고                     |
| ------------------ | --------------------------- | --------------------------- | ------------------------ | ----------- | ------------------------ |
| e편한세상 도남 1차 | 대림산업                    | ㈜아이코닉레드              | 오남로 7-13 (도남동)     | 2005년 1월  | 구 신성여자고등학교 부지 |
| e편한세상 도남 2차 | 대림산업                    | ㈜아이코닉레드              | 서광로22길 32 (도남동)   | 2005년 1월  | 구 신성여자중학교 부지   |
| 장원 월드컵        | 장원종합건설㈜              | 안성산업㈜                  | 서광로29길 25 (이도이동) | 2001년 11월 |                          |
| 도남 해모로 리치힐 | 에이치제이중공업㈜ 건설부문 | 도남주공연립 주택재건축조합 | 도남서길 14 (도남동)     | 2019년 5월  | 도남주공연립 재건축      |

## 관광
- 오현단
- 귤림서원
- 삼성혈

## 유통
- 제주동문수산시장